# 渠江縣 (蘇維埃)
渠江縣，川陝省蘇區蘇維埃設置的縣。
民國23年（1934年），紅軍反六路圍攻，渠縣各級蘇維埃隨紅軍撤離，到元山地區時，省蘇維埃要調渠縣蘇維埃主席覃道善去任江口縣蘇維埃主席，渠縣幹部和積極分子堅決不同意。於是兩個縣蘇維埃合併，合稱渠江縣蘇維埃。覃道善任主席。